# John Offerdahl
John Offerdahl (Wisconsin Rapids, 17 agosto 1964) è un giocatore di football americano statunitense che ha militato nel ruolo di linebacker per tutta la carriera con i Miami Dolphins della National Football League (NFL).

## Biografia
Dopo avere giocato al college a football alla Western Michigan University, Offerdahl fu scelto nel corso del secondo giro (52º assoluto) del Draft NFL 1986 dai Miami Dolphins. Fu convocato per il Pro Bowl già nella sua stagione da rookie, la prima di cinque selezioni consecutive. Giocò a Miami per tutta la carriera professionistica, ritirandosi dopo la stagione 1993. Il 31 ottobre 2013 è stato inserito nel Miami Dolphins Honor Roll.

## Palmarès
- Convocazioni al Pro Bowl: 5

1986, 1987, 1988, 1989, 1990
- All-Pro: 2

1986, 1990
- PFWA All-Rookie Team - 1986
- Miami Dolphins Honor Roll

## Statistiche
| Partite totali | 89  |
| Sack           | 9,5 |